# Samfundsgeografi
Samfundsgeografi er læren om samfundsmæssige processer og rumlig forandring. Samfundsgeografi giver en bred samfundsfaglig viden og forståelse for hvorledes sociale, politiske og økonomiske forhold tilsammen skaber rammerne for geografiske forskelle i forskellige skalaer (for eksempel urbant, regionalt, nationalt eller globalt). 
Samfundsgeografi beskæftiger sig tillige med teorier og begreber indenfor byplanlægning og erhvervsudvikling samt forskellige aspekter inden for den socioøkonomiske og politiske geografi. For eksempel arbejdes der med forbindelserne imellem forandringer i den industrialiserede verden og udviklingen i ulandene, og herunder sammenhængen mellem sider af globalisering og ændringer i lokale forhold. 
Inden for samfundsgeografien indsamles og analyseres kvalitative og kvantitative data.